# Dyomyx pavo
Dyomyx pavo là một loài bướm đêm trong họ Noctuidae.